# Peter Daszak
Peter Daszak est un zoologue britannique et un expert en écologie des maladies (en), et notamment en zoonoses. Il est actuellement président d'EcoHealth Alliance, une organisation non gouvernementale à but non lucratif basée à New York et qui soutient divers programmes de santé à travers le monde et œuvre pour la prévention des pandémies. Il est chercheur, consultant et expert public spécialiste des épidémies de zoonoses comme la Covid-19, Ebola et Nipah.
Depuis le début de la pandémie de Covid-19, l’alliance EcoHealth et Peter Daszak sont sous les feux des critiques en raison de leur collaboration active avec l’Institut de virologie de Wuhan en Chine.

## Biographie
Daszak a obtenu un bachelor ès sciences en zoologie en 1987 à l'University College of North Wales (UCNW) et en 1994, un doctorat en parasitoses à l'Université de Londres-Est.

## Carrière
Daszak a travaillé à la School of Life Sciences de l'Université de Kingston dans le Surrey, en Angleterre, dans les années 1990. À la fin des années 1990, Daszak a déménagé aux États-Unis et a été affilié à l'Institute of Ecology de l'Université de Géorgie et au National Center for Infectious Diseases, Centres pour le contrôle et la prévention des maladies, à Atlanta, en Géorgie. Plus tard, il est devenu directeur exécutif d'un groupe de réflexion collaboratif à New York, le Consortium for Conservation Medicine. Il occupe des postes auxiliaires dans plusieurs universités aux États-Unis et au Royaume-Uni, y compris la Columbia University Mailman School of Public Health.
Il a été l'un des premiers à adopter la médecine de conservation (en). Le symposium de la Society for Conservation Biology en 2000 s'était concentré sur le « problème complexe des maladies émergentes ». Il a déclaré en 2001 qu'il n'y avait « pratiquement aucun exemple de maladies émergentes de la faune sauvage non provoquées par le changement environnemental humain… et peu de maladies émergentes humaines n'incluent pas un élément animal domestique ou sauvage. » Ses recherches se sont concentrées sur l'étude et la prévision des impacts de nouvelles maladies sur la faune, le bétail et les populations humaines. Il a été impliqué dans des études de recherche sur des épidémies telles que l'infection par le virus Nipah, le virus de Hendra, le SRAS-1, la grippe aviaire et le virus du Nil occidental.
Daszak a siégé aux comités de l'Union internationale pour la conservation de la nature, de l'Organisation mondiale de la santé (OMS), de l'Académie nationale des sciences et du Département de l'Intérieur des États-Unis. Il est  président du Forum sur les menaces microbiennes des Académies nationales des sciences, d'ingénierie et de médecine (NASEM) et siège au conseil de surveillance du Conseil des conseillers de la One Health Commission.
Daszak est le président de l'ONG basée à New York, EcoHealth Alliance, connue pour ses recherches sur les maladies émergentes mondiales telles que le syndrome respiratoire aigu sévère (SRAS), le virus Nipah, le syndrome respiratoire du Moyen-Orient (MERS), la fièvre de la vallée du Rift, Virus Ebola et Covid-19.
L'ONG a activement collaboré avec l’Institut de virologie de Wuhan, en Chine. En 2014, EcoHealth Alliance reçoit une subvention de 3,7 millions de dollars des National Institutes of Health (NIH) pour ses travaux dédiés à la prévision et à la prévention d'une prochaine pandémie en identifiant les virus qui pourraient passer de la faune à l'homme. La subvention, intitulée « Comprendre le risque d'émergence du coronavirus de chauve-souris », proposait de dépister les chauves-souris sauvages et captives en Chine, d'analyser des séquences en laboratoire pour évaluer le risque que des virus de chauve-souris infectent les humains et de construire des modèles prédictifs pour examiner les risques futurs. L'Institut de virologie de Wuhan (WIV) était un collaborateur clé à qui EcoHealth Alliance a payé près de 600 000 $ en sous-subventions. Le NIH a soutenu la recherche sur les virus à gain de fonction (GOF) en Chine, un type d'études qui peuvent rendre les agents pathogènes plus dangereux pour l'homme.
En 2021, Daszak fait partie de l'équipe de scientifiques chargée par l'OMS d'enquêter sur l'origine virus SARS-CoV-2. La même année, il est limogé de la tête d'un groupe de travail enquêtant sur la genèse du virus par le Dr Jeffrey Sachs, économiste de l'université de Columbia qui supervise la commission Covid-19 du Lancet, après que Daszak a catégoriquement refusé de partager les rapports d'avancement de sa subvention de recherche.

## Publications
En 2020, il a écrit ou contribué à plus de 300 articles scientifiques et a été nommé chercheur hautement cité par le Web of Science. En plus des citations dans les publications universitaires, son travail a été couvert dans les principaux journaux de langue anglaise,, émissions de télévision et de radio, films documentaires et podcasts.

### Couverture médiatique
Pendant les crises d'épidémies virales importantes, il a été invité à s'exprimer en tant qu'expert sur les épidémies de zoonoses,,. Au moment de l'épidémie d'Ebola en Afrique de l'Ouest en 2014, Daszak déclare : « Nos recherches montrent que de nouvelles approches pour réduire les menaces de pandémie émergentes à la source seraient plus rentables que d'essayer de mobiliser une réponse mondiale après l'apparition de la maladie. »,
En octobre 2019, lorsque le gouvernement fédéral a mis fin « tranquillement » au programme vieux de dix ans appelé PREDICT, géré par la division des menaces émergentes de l'Agence des États-Unis pour le développement international (USAID), des experts comme Daszak ont exprimé leur inquiétude, indiquant que cette fermeture pourrait « rendre le monde plus vulnérable aux pathogènes mortels comme Ebola et MERS qui émergent d'endroits inattendus, tels que les arbres remplis de chauves-souris, les carcasses de gorilles ou d'étable à chameaux. » Daszak a déclaré que, comparé aux 5 milliards de dollars, que les États-Unis ont dépensés pour lutter contre Ebola en Afrique de l'Ouest, PREDICT — qui a coûté 250 millions de dollars — était beaucoup moins cher. De plus, a déclaré Daszak, « PREDICT était une approche pour éviter les pandémies, au lieu de rester là à attendre qu'elles émergent, puis de se mobiliser ».

### Pandémie de Covid-19
Le 30 janvier 2020, Peter Daszak est invité sur CGTN America, l'avant-poste américain de la télévision d'État chinoise. Il affirme être « très optimiste [...] que cette épidémie commencera à ralentir » Il dit constater « une petite quantité de transmission interhumaine dans d'autres pays, mais ce n'est pas incontrôlable. » Il poursuit en concluant que le gouvernement chinois prenait toutes les mesures nécessaires « pour être ouvert et transparent et travailler avec l'OMS ».
Le 9 février 2020, Daszak est invité par Newt Gingrich en tant qu'expert avec Anthony Fauci sur Newt's World pour discuter du nouveau coronavirus.
Dans son article du 27 février 2020 dans le New York Times, intitulé « We Knew Disease X Was Coming », Daszak déclare que le groupe d'experts R&D Blueprint auquel il appartenait avait averti l'OMS dès février 2018 de la « prochaine pandémie, qui serait provoquée par un nouveau pathogène inconnu qui n’avait pas encore touché la population humaine. » Le groupe Blueprint a nommé ce pathogène hypothétique « Maladie X » et l'a inclus sur une liste de huit maladies qui, selon lui, devraient recevoir la plus haute priorité en ce qui concerne les efforts de recherche et de développement, tels que la recherche de meilleures méthodes de diagnostic et le développement de vaccins. Il a dit : « Alors que le monde se trouve aujourd'hui au bord du précipice de la pandémie, ça vaut la peine de prendre un moment pour déterminer si la Covid-19 correspond bien à la maladie contre laquelle notre groupe a mis en garde. »
Le 20 mars 2020, Daszak est présenté dans un podcast spécial de PBS Newshour "Comprendre le coronavirus".
En avril et mai 2020, pendant la pandémie de Covid-19, Daszak est interviewé par la National Public Radio (NPR), CNN, NBC News, CBS News et d'autres médias.
EcoHealth Alliance était la seule organisation américaine à faire des recherches sur la propagation et la transmission des coronavirus en Chine jusqu'à ce que le financement du projet soit « brusquement interrompu » par les National Institutes of Health (NIH) dans un mouvement qui a été largement rapporté comme étant politiquement motivé,. Un article du 8 mai 2020 dans la revue Science, déclare que la décision inhabituelle du 24 avril 2020 de couper le financement d'EcoHealth est intervenue peu de temps après que « le président Donald Trump a allégué — sans fournir de preuves — que le virus pandémique s'était échappé d'un laboratoire chinois subventionné par le NIH et a promis de mettre fin au financement. »
Cette décision a été vivement critiquée, y compris par un groupe de 77 lauréats du prix Nobel qui a écrit au directeur des NIH, Francis Collins, qu'ils « étaient gravement préoccupés » par cette décision et ont qualifié la réduction du financement de « contrintuitive, étant donné le besoin urgent de mieux comprendre le virus qui cause la Covid-19 et d'identifier les médicaments qui sauveront des vies. »
Daszak est interviewé pour un article scientifique américain de juin 2020 sur la « Bat woman » chinoise, Shi Zhengli, chercheure principale à l'Institut de virologie de Wuhan. Il l'a félicitée et l'a défendue fermement dans l'article, qui note que Shi et lui sont des « collaborateurs de longue date ». Daszak a déclaré : « Shi dirige un laboratoire de classe mondiale répondant aux normes les plus élevées… Il est clair que les chauves-souris, une fois de plus, sont le réservoir naturel. »
Daszak est nommé par l'Organisation mondiale de la santé comme le seul représentant américain dans une équipe envoyée pour enquêter sur les origines de la pandémie de Covid-19, une équipe qui comprend également Marion Koopmans, Hung Nguyen et Fabian Leendertz.
En octobre 2021, la revue Science rappelle qu'EcoHealth était critiquée, la communauté scientifique étant partagée sur la nécessité d'isoler le code génétique du domaine de liaison au récepteur (RBD) de diverses souches du coronavirus de Tylonycteris HKU4 et de l'implanter dans la « colonne vertébrale » génétique du virus MERS, en raison du fait que le MERS-CoV est déjà un pathogène humain mortel. Peter Daszak soutient que les virus chimériques ont ajouté des informations cruciales en dehors de l'infectivité. « Les pseudovirus démontreront leur capacité à se lier aux cellules, les virus recombinants permettront de mesurer des choses comme la copie du génome viral par gramme - des indices quant à l'importance potentielle de ces virus pour la santé publique »", écrit-il dans un courrier électronique à ScienceInsider.
En 2022, la revue Vanity Fair dans une enquête concernant Peter Daszak soutient que la subvention des NIH a notamment servi à construire deux coronavirus « chimériques » (c’est-à-dire combinant des fragments de différents virus) similaires à celui qui provoque le SARS-1. S'appuyant sur plus de 100 000 documents divulgués, l'enquête montre comment l'organisation vouée à la prévention d'une possible pandémie se retrouve soupçonnée d'avoir involontairement aidé à en déclencher une nouvelle. Ces recherches concernant la création de coronavirus « chimériques », précise l'enquête, se sont notamment déroulés à l’Institut de virologie de Wuhan alors qu'aux États-Unis, en octobre 2014, l'administration Obama imposait un moratoire sur de nouveaux financements fédéraux de la recherche susceptible de rendre les virus de la grippe, du MERS ou du SRAS plus virulents ou transmissibles.
En mai 2024, à la suite d’une audience houleuse au Congrès au cours de laquelle les législateurs ont critiqué Peter Daszak pour sa collaboration avec des virologues de Wuhan, l’administration Biden décide d’interdire le financement d'EcoHealth Alliance. Les représentants républicains exigent que Peter Daszak fasse l’objet d’une enquête criminelle. Les responsables de la santé ont déclaré qu’ils suspendaient trois subventions actives du NIH à EcoHealth, qui totalisaient 2,6 millions de dollars pour l’année 2023.

#### Origine de la Covid-19
Le 19 février 2020, une lettre publiée par 27 scientifiques dans The Lancet déclarait qu'ils « condamnaient fermement les théories du complot suggérant que Covid-19 n'aurait pas d'origine naturelle » et affirmait que les scientifiques de plusieurs pays concluaient à une écrasante majorité que ce coronavirus provenait de la faune. Les auteurs de la lettre n'avaient révélé aucun lien avec le laboratoire de Wuhan. Il est rapidement apparu que la lettre avait été orchestrée par Peter Daszak, président de l'Alliance EcoHealth, qui a financé des recherches à l'Institut de virologie de Wuhan,.
En septembre 2021, une enquête menée par The Telegraph révèle que 26 des 27 scientifiques qui ont écrit cette lettre dans le journal médical dénigrant la théorie des fuites de laboratoire de l'épidémie de Covid-19 ont ou avaient des liens avec des chercheurs de l'Institut chinois de virologie de Wuhan,. En outre, trois des signataires de la lettre du Lancet sont des personnes travaillant pour le Wellcome Trust, une fondation britannique, qui a financé de la recherche à l'Institut de virologie de Wuhan. À l'aide d'une demande d'accès à l'information, il a été révélé que Peter Daszak avait envoyé un courrier électronique le 8 février 2020 indiquant que des « collaborateurs » en Chine l'exhortaient à écrire la lettre en guise de « manifestation de soutien ».

## Distinctions
En 2000, Daszak a reçu la médaille CSIRO pour son travail sur la chytridiomycose, une maladie infectieuse affectant les amphibiens.
En octobre 2018, Daszak a été élu à la National Academy of Medicine (NAM),.